# Pueblo piro (Perú)
La etnia piro son un grupo humano habitante de la amazonía. Se distribuyen geográficamente entre el Perú y el Brasil. Mientras que en Perú son conocidos como piro y habitan las riveras de los ríos Urubamba, Cushabatay, Madre de Dios y Las Piedras, en Brasil se los conoce como manetireni y habitan las riveras del río Purús, entre la boca del río Iaco y del Curinaha y en los ríos Maloca y Caspahá. Hablan la lengua piro, que forma parte de la familia lingüística arahuaca y se autodenominan Yine.

## Organización
Los piro se organizan en seis clases matrilineales. La norma de convivencia postmatrimonial es matrilocal, es decir, con la familia de la esposa. En el pasado se daba el matrimonio entre primos cruzados, pero esta práctica ha perdido vigencia y es considerada incestuosa.
A pesar de la norma de convivencia matrilocal, es común que, luego de un período de convivencia, la pareja construya su propia casa, aunque no lejos de la vivienda del suegro. No se encuentra reglamentado el servicio del novio por la posesión de la novia, y tampoco la deuda del yerno hacia los suegros, pero se espera que el yerno ayude a los suegros, así como que los suegros ayuden al yerno hasta que este tenga su propia chacra. Sí se obliga a que el yerno comparta su dinero con sus suegros y cuñados.
Existe una norma de respeto por parte del varón hacia su suegra, razón por la cual está prohibido que el varón bromee o converse sonriendo con la suegra.
Además de las relaciones consanguíneas, también se establecen relaciones espirituales de compadrazgo, convirtiéndose en compadre la persona invitada a cortar el cordón umbilical del recién nacido.

## Galería de imágenes

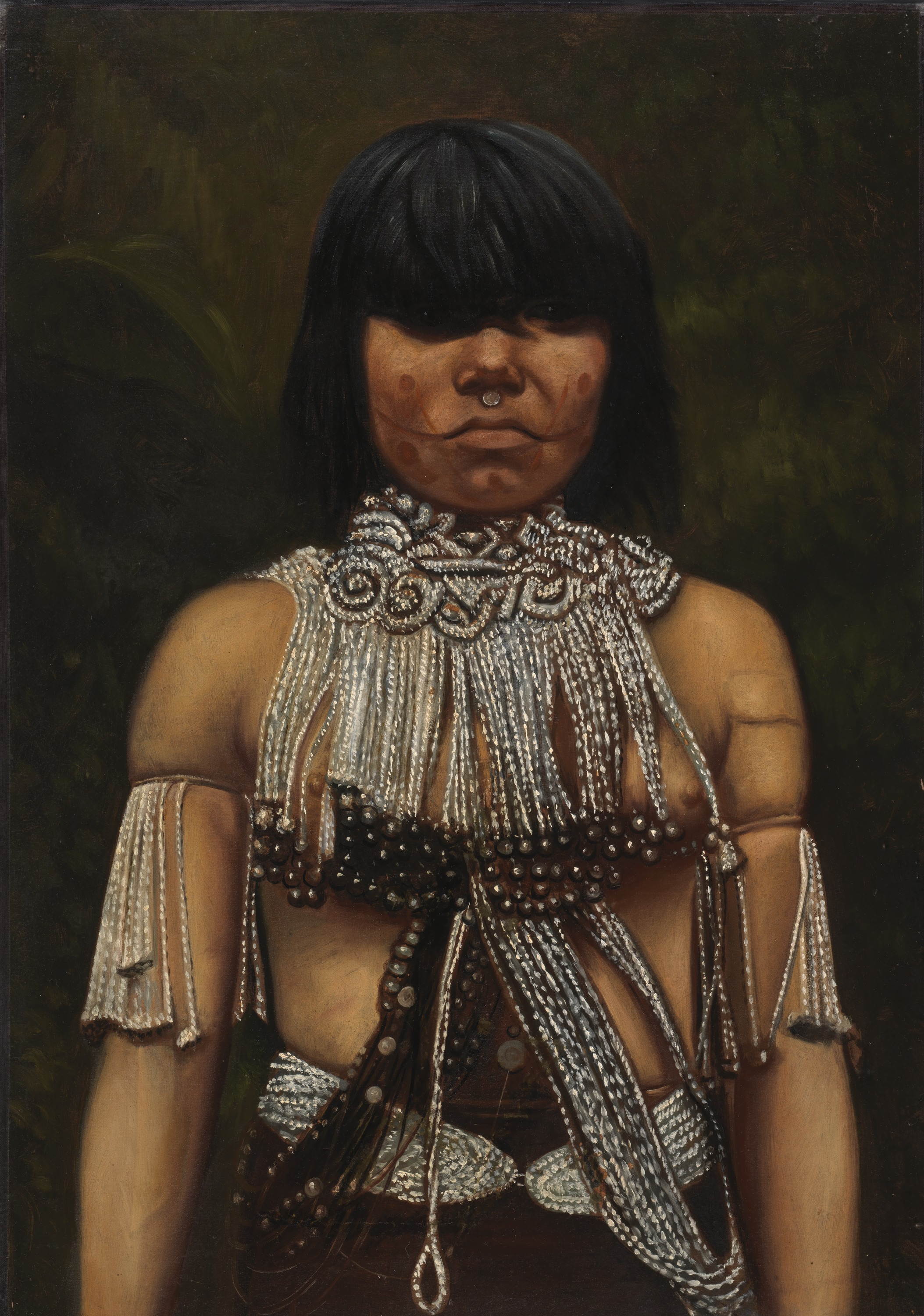
Niña Piro, óleo sobre lienzo, ca. 1890-1892
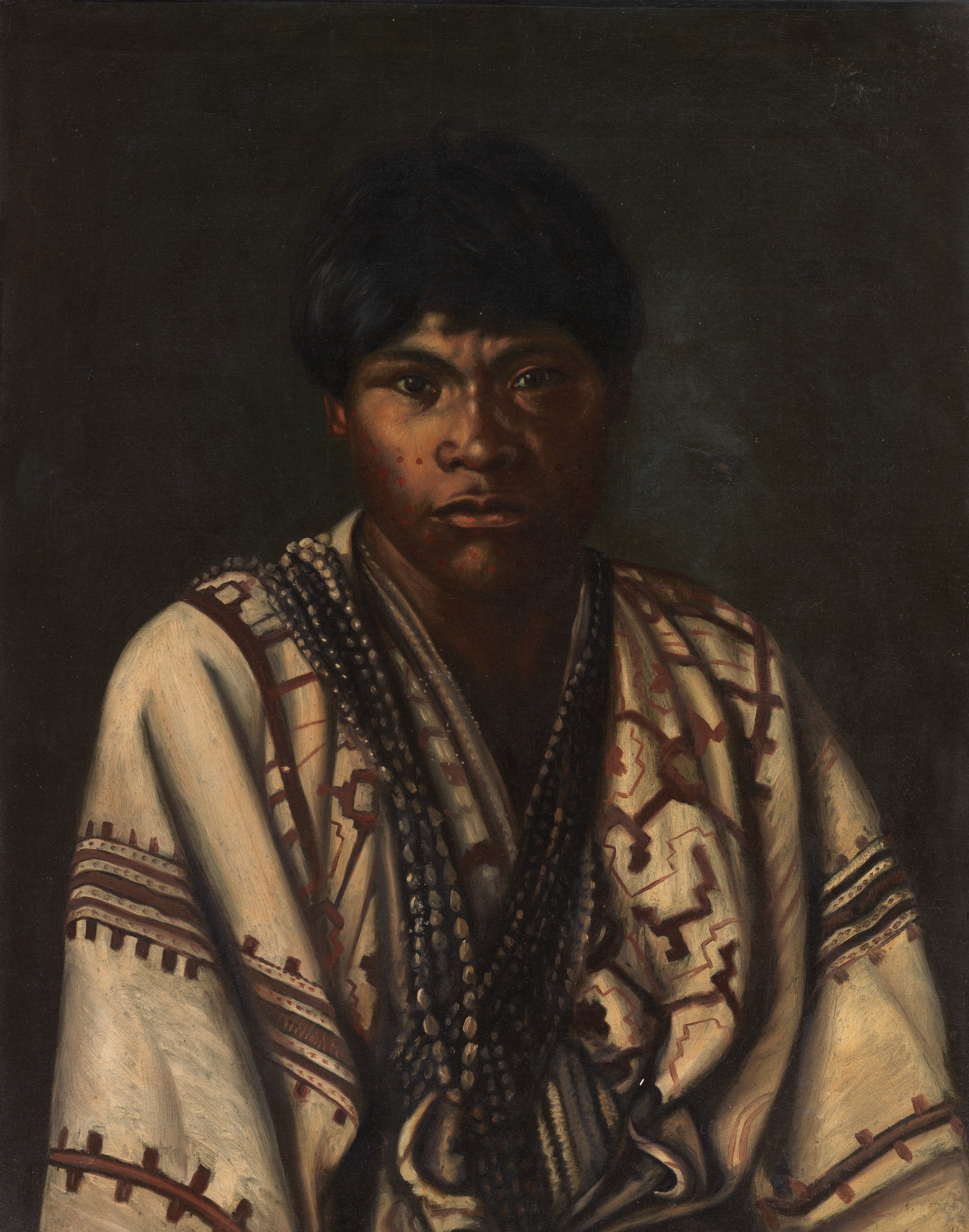
Niño Piro, óleo sobre lienzo, ca. 1890-1892